# Amphiperca
Amblypterus es un género extinto de peces osteíctios prehistóricos del orden Perciformes. Este género marino fue descrito científicamente por Weitzel en 1933.

## Especies
Clasificación del género Amphiperca:
- † Amphiperca Weitzel 1933
  - † Amphiperca multiformis[2]